# Schlacht bei Marignano
Liga von Cambrai (1508–1510) 

Agnadello – Padua – Polesella – Mirandola
Heilige Liga (1510/11–1516) 

Brescia – Ravenna – Navarra – St. Mathieu – Novara – Guinegate – Dijon – Flodden Field – La Motta – Marignano
Vertrag von Noyon – Vertrag von Brüssel
Die Schlacht bei Marignano (heute Melegnano) fand am 13. und 14. September 1515 in der italienischen Lombardei statt und war eine kriegerische Auseinandersetzung zwischen den Eidgenossen und dem Königreich Frankreich um das Herzogtum Mailand. Die Niederlage bei Marignano beendete die Expansionsbestrebungen der Eidgenossen und war eine der letzten grossen Schlachten, an denen die Alte Eidgenossenschaft beteiligt war. Der Rückzug der Eidgenossen bei Marignano galt lange als der erste dokumentierte geordnete Rückzug seit der Antike. Dieser Darstellung wurde aber widersprochen. In der Literatur des 19. Jahrhunderts wird die Schlacht bei Marignano auch als die «Schlacht der Riesen» (italienisch battaglia dei giganti) bezeichnet. Nach 1945 bezeichneten mehrere Schweizer Historiker, z.B. Peter Moser, in Bezugnahme auf das Geschehen des Zweiten Weltkrieges die Niederlage von Marignano als «Eidgenössisches Stalingrad».

## Vorgeschichte

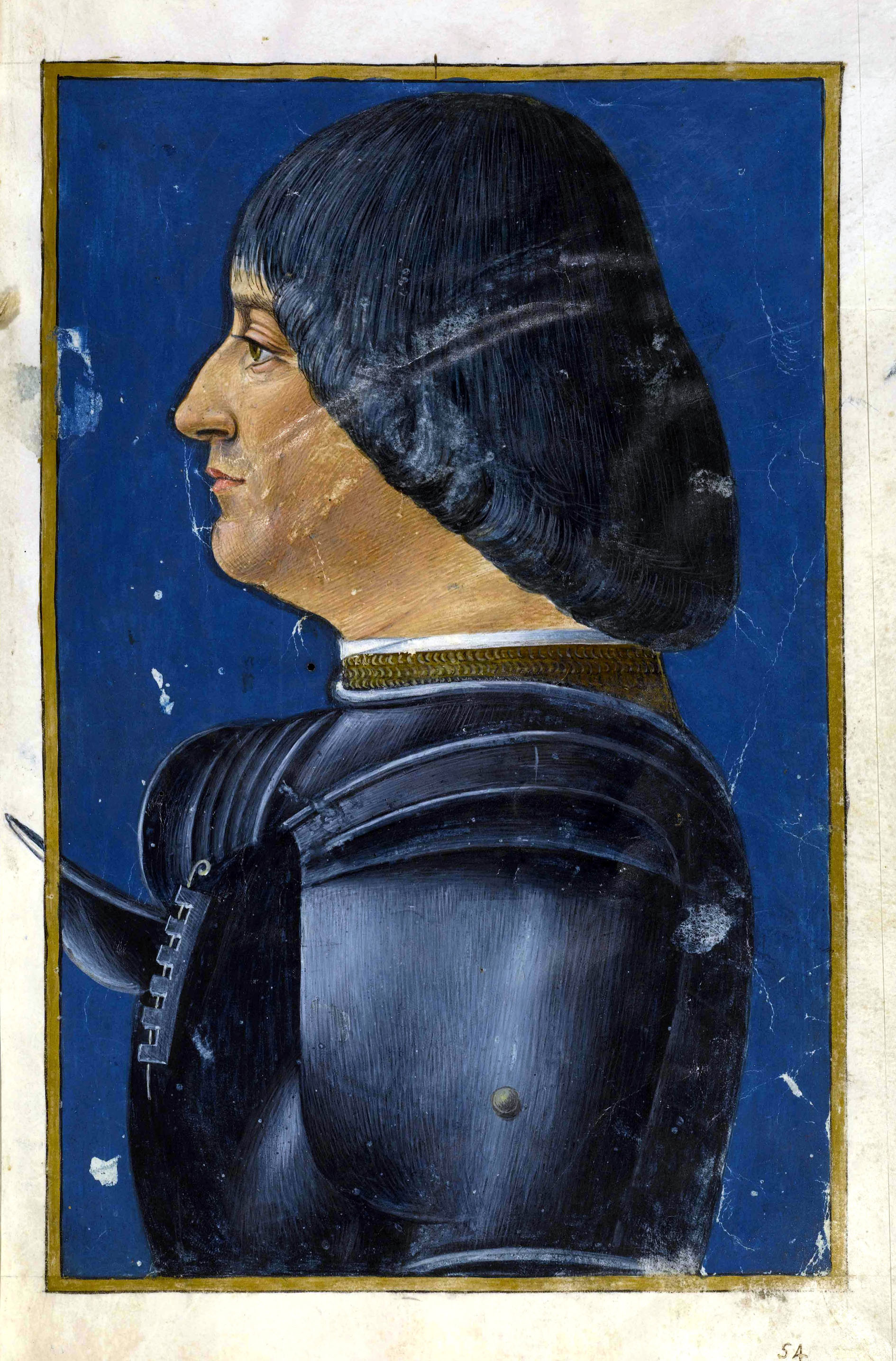
Ludovico Sforza («il moro»), gemalt von Giovanni Ambrogio de Predis

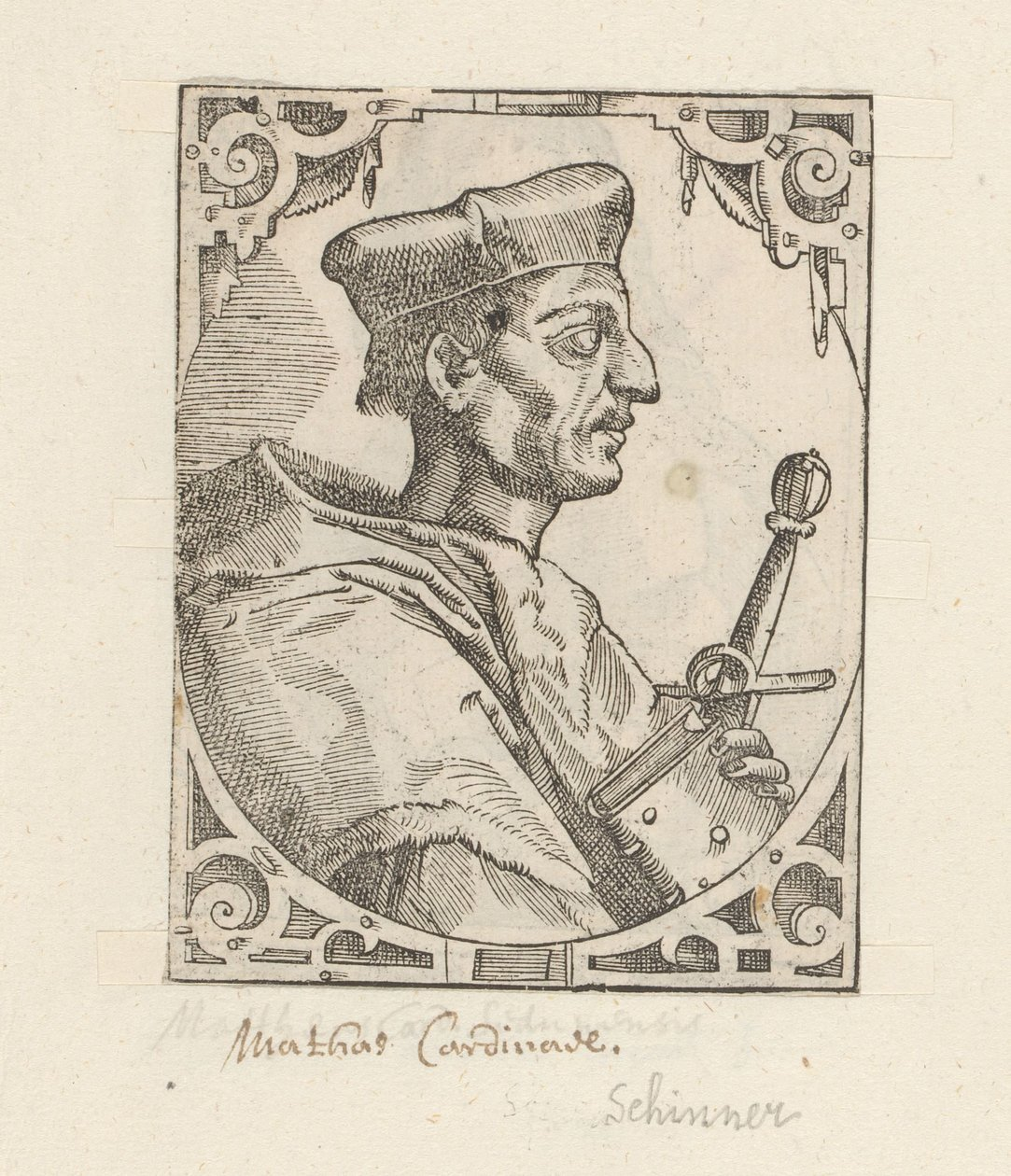
Matthäus Schiner, päpstlicher Legat, Kardinal und Bischof von Sitten

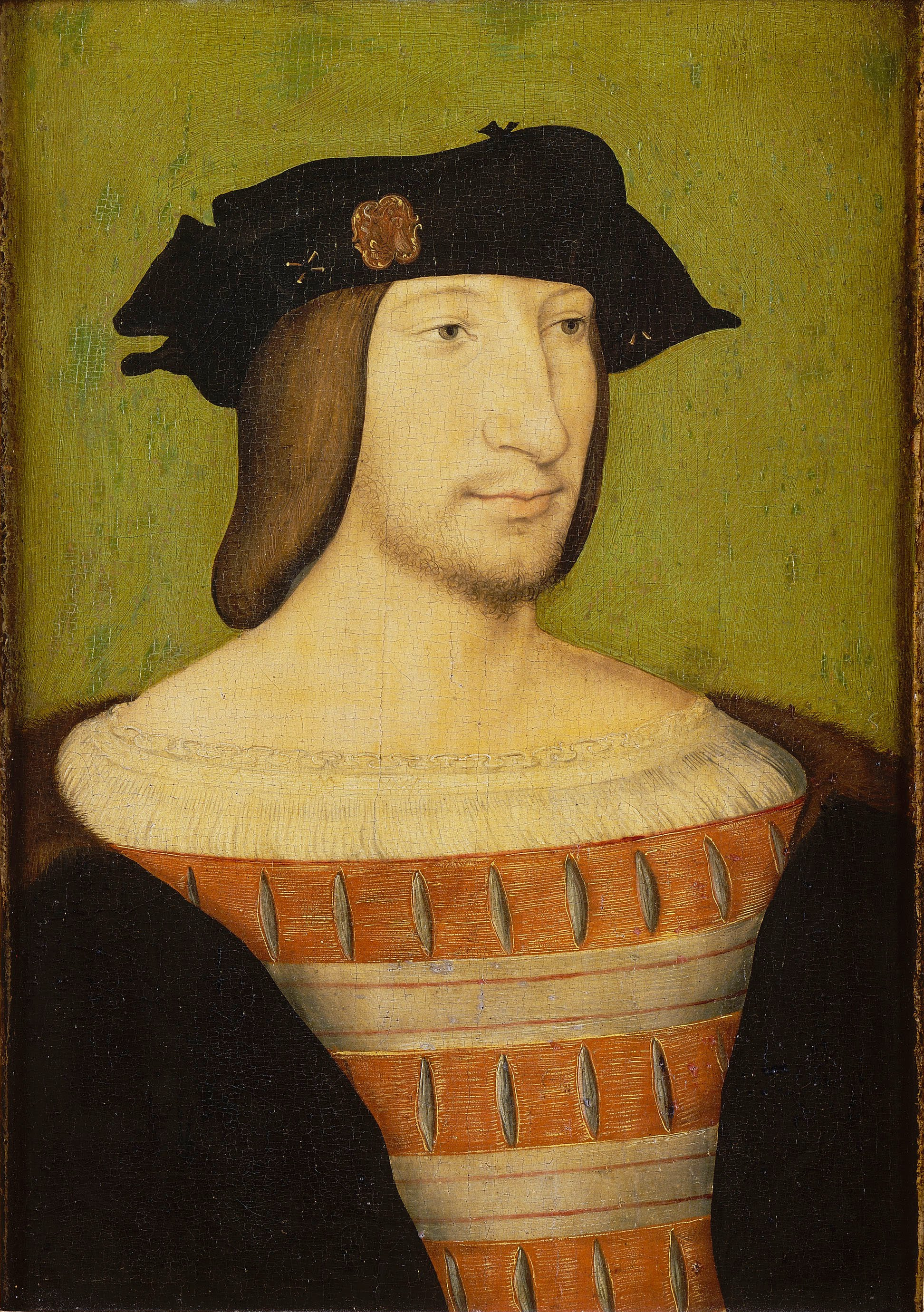
König Franz I., 1515

Die Alte Eidgenossenschaft spielte an der Wende vom 15. ins 16. Jahrhundert vorübergehend eine wichtige Rolle in den Auseinandersetzungen um die Herrschaft über Italien. Mit Hilfe von rund 5000 eidgenössischen Söldnern eroberte König Ludwig XII. 1499 das Herzogtum Mailand, auf das er als Enkel der mailändischen Prinzessin Valentina Visconti, der Tochter des Herzogs Gian Galeazzo Visconti, Ansprüche erhob. Im folgenden Jahr gelang es dem Herzog von Mailand, Ludovico Sforza («il moro»), sein Herzogtum ebenfalls mit der Hilfe von rund 5000 eidgenössischen Söldnern zurückzuerobern. Bei Novara kam es schliesslich zum Zusammentreffen zweier Heere aus eidgenössischen Söldnern im Dienste Frankreichs bzw. Mailands, da die eidgenössische Tagsatzung die «Reislauferei», wie das Söldnerwesen damals genannt wurde, nicht unter Kontrolle bringen konnte. Die Belagerung der Stadt Novara durch rund 10'000 Eidgenossen im Dienst Frankreichs endete mit dem sogenannten «Verrat von Novara»: Ludovico Sforza wurde von seinen eidgenössischen Söldnern verraten und starb 1508 in französischer Gefangenschaft. Im Dienst Frankreichs unterwarfen etwa 6000 eidgenössische Söldner im Frühjahr 1507 auch noch Genua für Frankreich. Trotzdem erneuerte Ludwig XII. 1509 das Soldbündnis mit den Eidgenossen nicht, das seit 1499 die Basis für seine Erfolge in Italien gewesen war.
Papst Julius II., der erklärte Gegner der französischen Expansion nach Italien, gewann am 14. März 1510 durch Vermittlung des Bischofs von Sitten, Kardinal Matthäus Schiner, die Eidgenossen für ein Soldbündnis, das ihm die Anwerbung von 6000 Söldnern in der Eidgenossenschaft und im Wallis erlaubte. Die Tagsatzung verhinderte jedoch im September 1510 den Einsatz dieser Truppen gegen Frankreich (→ Chiasser Zug). 1511 gelang es dem Papst, die Gegner Frankreichs in der Heiligen Liga zusammenzufassen. Es waren dies der römisch-deutsche Kaiser Maximilian I. von Habsburg, die Republik Venedig und das Königreich Aragon. Auch in der Eidgenossenschaft kam es nun zu einem Meinungsumschwung gegen Frankreich, da Ludwig XII. sich weigerte, für die Ermordung zweier eidgenössischer Gesandter in seinem Herrschaftsgebiet eine Entschädigung zu zahlen. Ein erster Feldzug von rund 10'000 Eidgenossen nach Mailand, der sogenannte «Kalte Winterfeldzug» 1511, wurde aber erfolglos abgebrochen. Erst am 30. April 1512 beschloss die eidgenössische Tagsatzung einen weiteren Heereszug in die Lombardei, nachdem die Verhandlungen mit Ludwig XII. über eine Erneuerung des Soldbündnisses von 1499 gescheitert waren, da dieser nach seinem Sieg über die Heilige Liga bei Ravenna (11. April 1512) zu wenig zahlen wollte. Rund 18'000 Eidgenossen zogen deshalb im Sommer 1512 im sogenannten «Grossen Pavierzug» in die Lombardei und setzten im Dezember den Sohn von Ludovico Sforza, Maximilian Sforza, wieder in sein Herzogtum ein. Als Dank für die erwiesenen Dienste, also die Vertreibung der Franzosen, überreichte Kardinal Matthäus Schiner im Auftrag des Papstes den Eidgenossen 42 Banner, die als «Juliusbanner» in die Geschichte eingingen. Mailand war nun ein Protektorat der Eidgenossenschaft und musste den Schutz mit Handelsprivilegien und jährlichen Zahlungen in der Höhe von 40'000 Dukaten abgelten. Weite Gebiete südlich der Alpen gingen als «Ennetbirgische Vogteien» an die Eidgenossen und ihre Verbündeten. Alle Alpenpässe zwischen Stilfserjoch und Grossem St. Bernhard waren damit unter direkter Kontrolle der Eidgenossenschaft. Die Vormachtstellung der Eidgenossenschaft in der Lombardei wurde durch einen glänzenden Sieg gegen einen Überfall durch französische und venezianische Truppen in der Schlacht bei Novara am 6. Juni 1513 bestätigt. Die Eidgenossenschaft erklärte darauf im August Frankreich den Krieg und fiel im Burgund ein. Am 13. September 1513 erklärte sich Ludwig XII. zum Frieden bereit und sicherte den Eidgenossen im Vertrag von Dijon das Herzogtum Mailand zu. Da die eidgenössischen Truppen, ohne die Ratifikation des Vertrages abzuwarten, wieder abzogen, widerrief Ludwig allerdings später den Vertrag.
Der Nachfolger Ludwigs XII., Franz I. von Frankreich, versuchte weiterhin, Frankreichs Ansprüche auf Mailand durchzusetzen. Zuerst verhandelte er erfolglos mit den Eidgenossen, um eine kampflose Rückgabe zu erlangen. Er bot 400'000 Kronen an, die im Vertrag von Dijon vorgesehen gewesen waren, wenn ihn dafür die Eidgenossen das Herzogtum Mailand erobern liessen. Diese wiesen das Angebot zurück. Als sich daraufhin Franz I. im Frühjahr 1515 mit einem beachtlichen Heer von rund 55'000 Mann Infanterie und Kavallerie in die Lombardei begab, schickte die Tagsatzung im April/Juni 1515 rund 18'000 Mann zum Schutz Mailands über die Alpen. Trotz seiner Überlegenheit verhandelte Franz I. weiter mit den Eidgenossen. Am 8. September 1515 kam es zwischen Franz I. und einem Teil der Eidgenossen zum Abschluss des Vertrages von Gallarate, der vorsah:
- Frankreich zahlt an die Eidgenossenschaft die 400'000 Kronen des Dijoner Vertrages und je 300'000 Kronen für die Kosten des Feldzuges und für die Räumung der besetzten mailändischen Gebiete, zusammen also 1'000'000 Kronen. Dafür verzichten die Eidgenossen auf ihre Rechte in Mailand und geben ihre Rolle als Protektor von Herzog Maximilian Sforza auf.
- Der mailändische Herzog Maximilian Sforza soll einen französischen Herzogstitel als Abfindung erhalten.
- Alle eroberten Gebiete im Tessin gehen zurück an das Herzogtum Mailand, dafür erkennt Franz I. den eidgenössischen Besitzstand von 1500 im Tessin an: Leventina, Blenio, Riviera und Bellinzona.

Daraufhin zogen insgesamt rund 10'000 Mann aus Bern, Solothurn, Freiburg, Biel/Bienne und dem Wallis ab, da sie für die Annahme der französischen Vorschläge waren.

## Schlachtverlauf

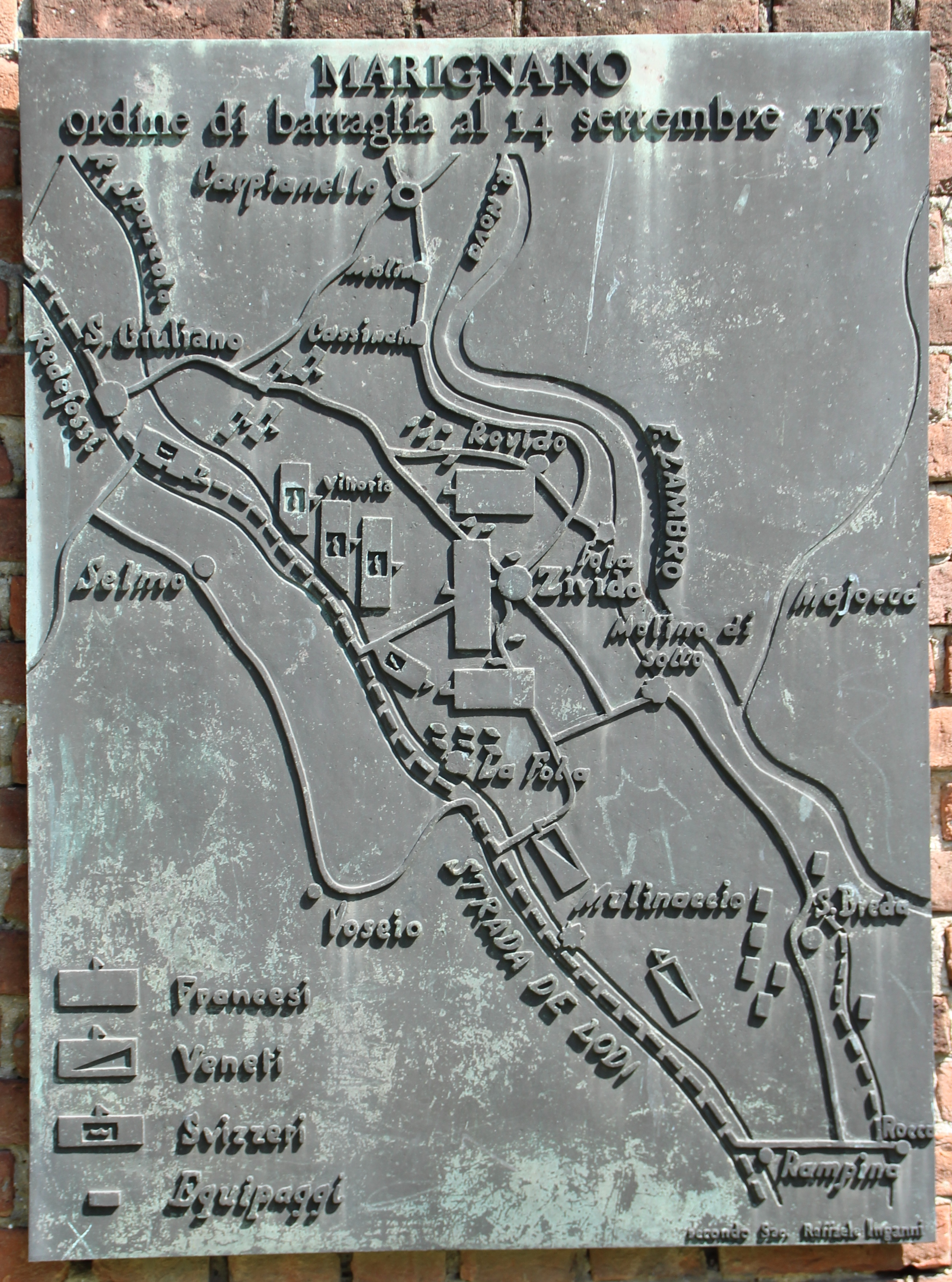
Schlachtordnung

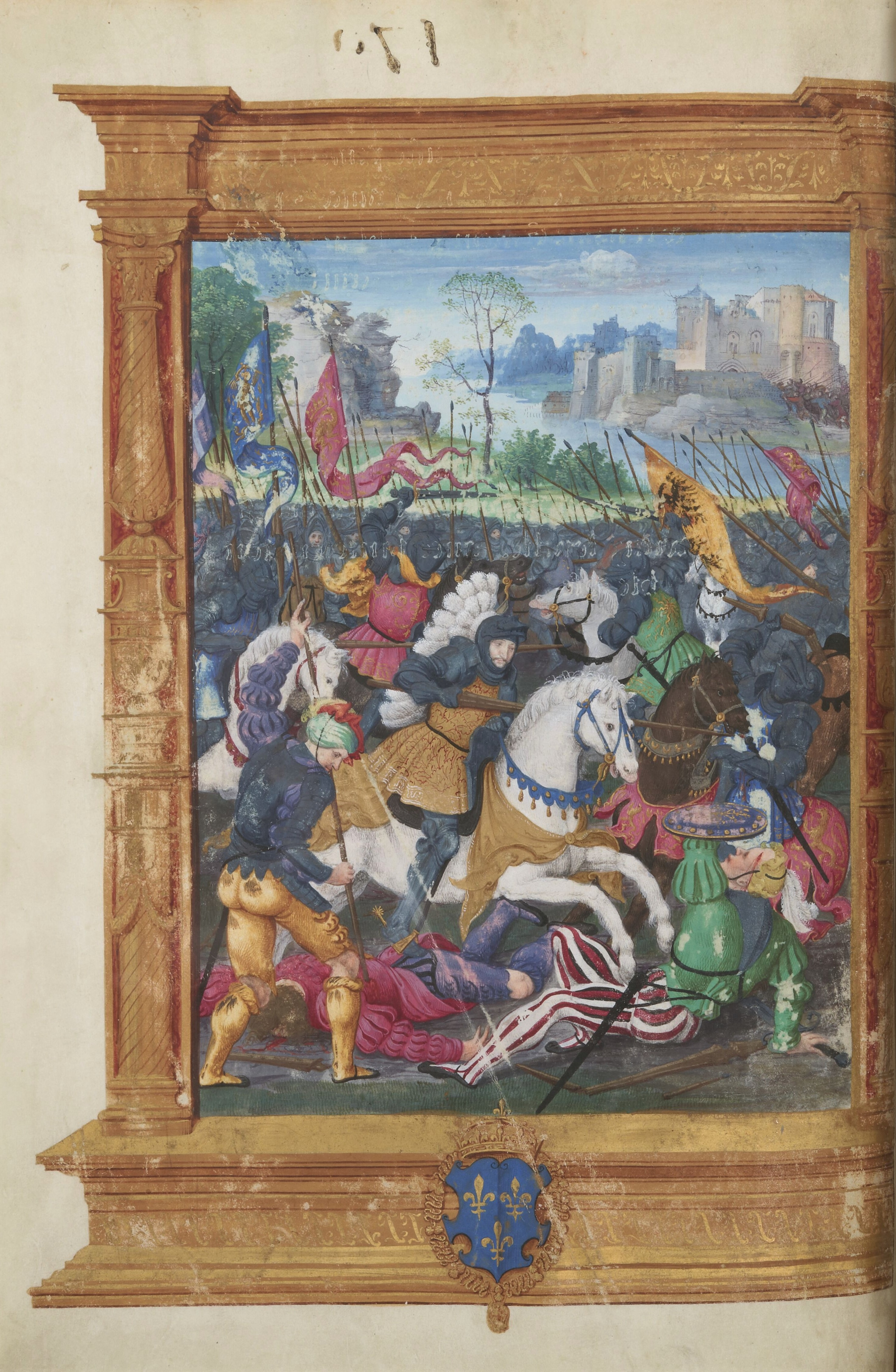
Franz I. während der Schlacht

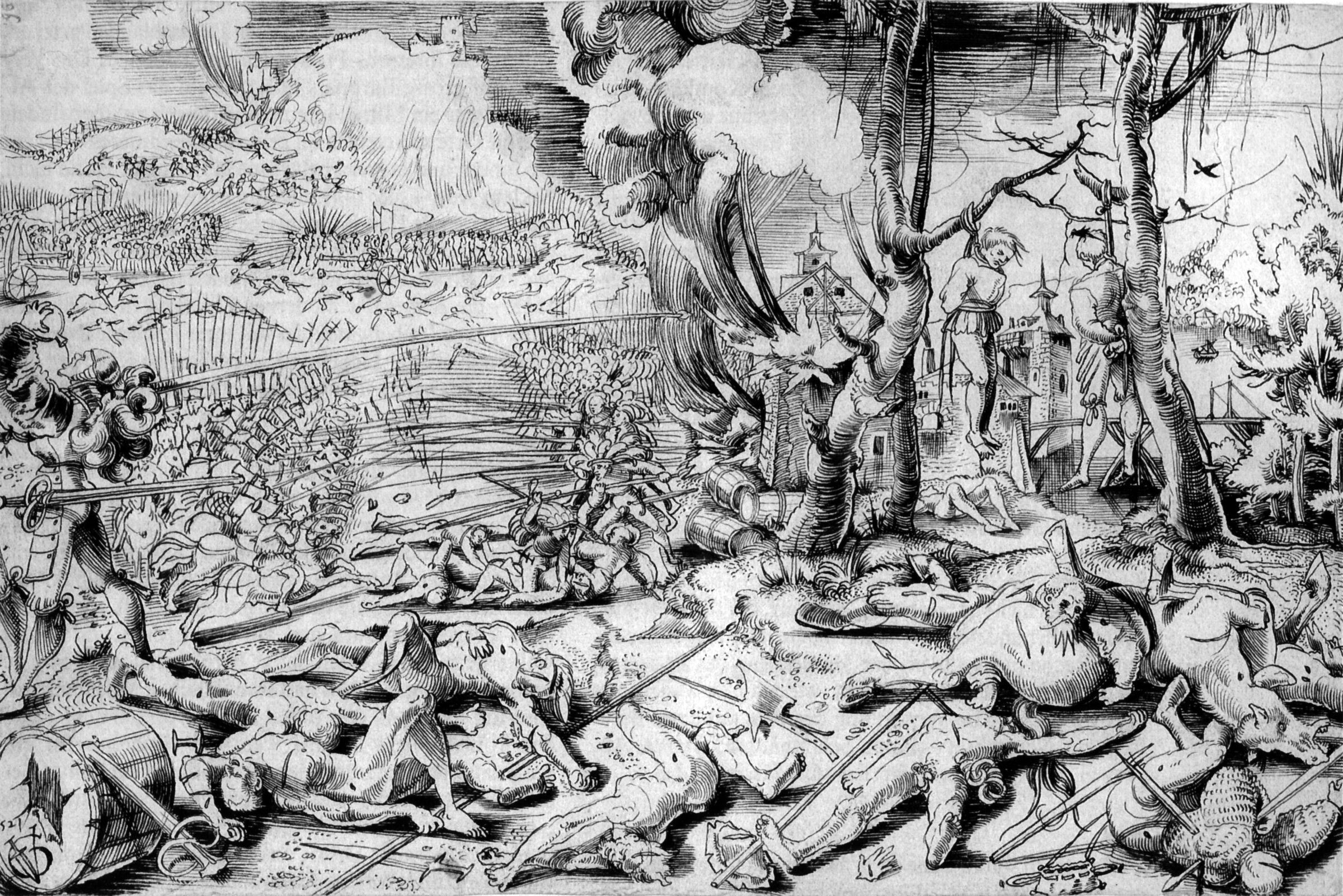
Drastische Darstellung des Schlachtfeldes durch den Augenzeugen Urs Graf, 1521

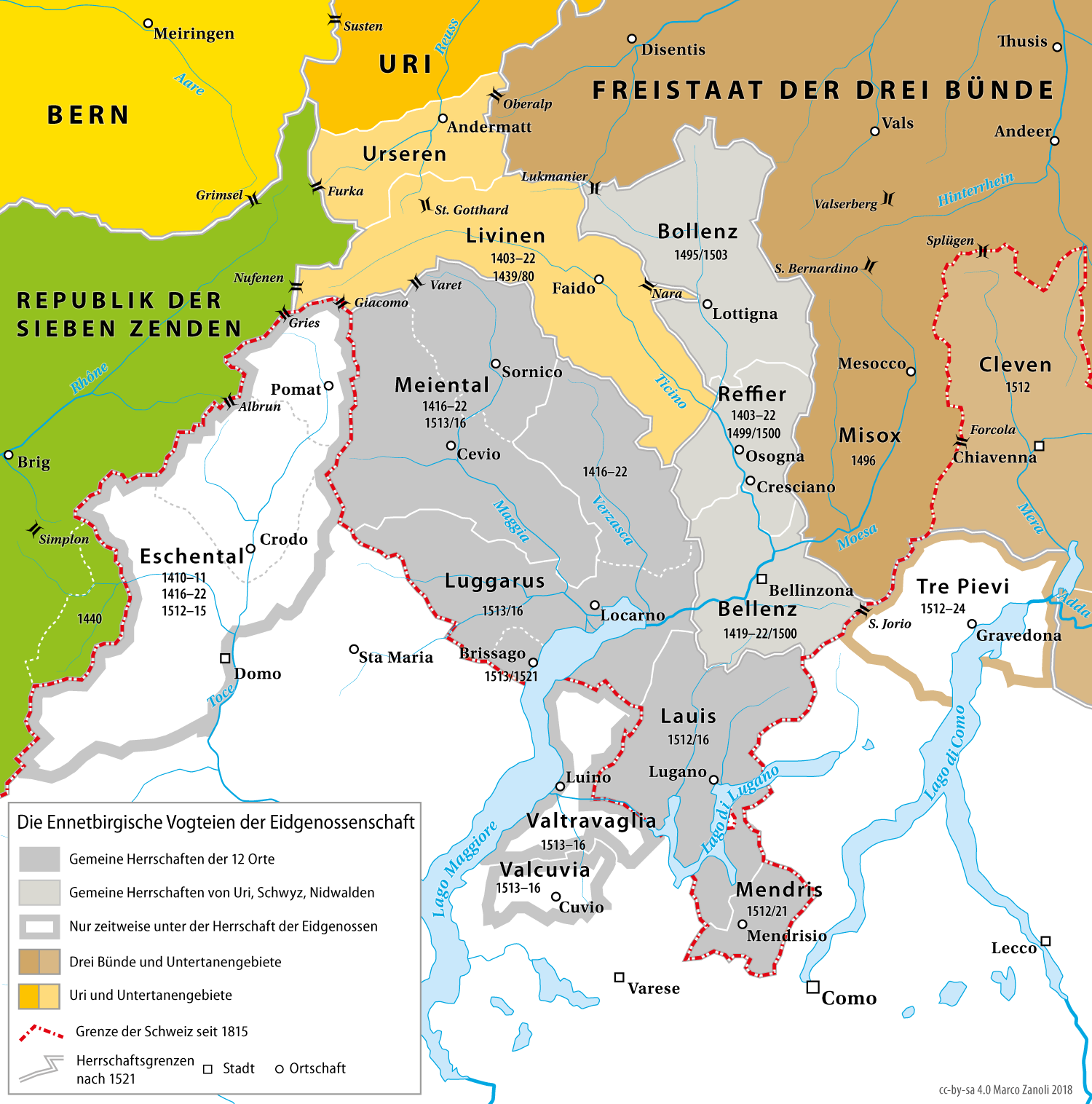
Die Ennetbirgischen Vogteien der Eidgenossenschaft

Durch ein Scharmützel vor den Toren Mailands wurden die Eidgenossen am 13. September zum Angriff auf die Franzosen verführt. Eine wichtige Rolle spielte dabei wahrscheinlich der päpstliche Legat und Kardinal Matthäus Schiner, der die Eidgenossen zum Angriff ermunterte. Die Schlacht begann ungewöhnlich spät gegen 15 Uhr. In drei Gewalthaufen gegliedert – in der Mitte die Innerschweizer Kantone, rechts die Zürcher, links die Luzerner und Basler –, drangen die Eidgenossen mit rund 20'000 Mann tief ins Heerlager der Franzosen ein und behaupteten sich dort bis in die Nacht hinein. Da der Kampf unentschieden blieb, biwakierten beide Heere auf dem Schlachtfeld. Als am Tage darauf die Schlacht wieder aufgenommen wurde, brachte die Leichte Reiterei Venedigs, geführt von dem erfahrenen Condottiere Bartolomeo d’Alviano, die Entscheidung, als sie um 10 Uhr unter lautem «San Marco!»-Geschrei in die Schlacht zog. Gegen Mittag wichen die verbliebenen Eidgenossen mit Verwundeten, Fahnen und Geschützen gegen Mailand zurück. Ein zeitgenössischer Chronist schätzte die Zahl der Gefallenen auf französischer Seite mit 3000, bei den Eidgenossen auf 6000. Spätere Schätzungen belaufen sich auf  5000–8000 Mann auf der Seite des Königs und 9000–10'000 bei den eidgenössischen Söldnern.
Der Rückzug der Eidgenossen bei Marignano gilt militärgeschichtlich als einer der ersten dokumentierten geordneten Rückzuge seit der Antike. Dieser Darstellung wurde allerdings widersprochen. So schrieb NZZ-Redaktor Andres Wysling in einem Artikel vom 20. März 2015 von einem «schweizerischen Marignano-Mythos». Zwar habe der Herzog von Mailand einen Rückzug angeordnet, aber ein solcher sei nicht zustande gekommen, weil die Truppen sich nicht fanden. Einige harrten aus, andere suchten selbständig die Ausflucht. Der Abzug begann als panische Flucht. Erst als französische Truppen den Schweizern Geleitschutz gaben, da die Venezianischen Reiter sie verfolgten, entstand «so etwas wie eine leichte Ordnung». Versprengte Eidgenossen, denen der Anschluss an den Haupttrupp nicht gelang, wurden aufgerieben. Sogar lombardische Bauern griffen Eidgenossen an, die ziellos umherirrten.
Der Schweizer Maler Ferdinand Hodler heroisierte in seinem bekannten Fresko im Schweizerischen Landesmuseum (Zürich) die Schlacht. Der Sieg der Franzosen war nicht nur ihrer zahlenmässigen Überlegenheit, sondern dem taktischen Geschick, mit dem Franz I., intuitiv die innere Uneinigkeit des Gegners nutzend, die eidgenössischen Kräfte gespalten und so entscheidend geschwächt hatte, zu verdanken. Die Niederlage von Marignano ist bis heute das rein zahlenmässig, aber auch in seinen historischen Auswirkungen weitaus bedeutendste Ereignis der schweizerischen Militärgeschichte geblieben.

## Folgen der Schlacht
Die Mehrzahl der eidgenössischen Orte wollte auch nach der Niederlage bei Marignano den Krieg gegen Frankreich fortsetzen. Am 24. September beschloss die Tagsatzung, weitere 22'000 Mann in die Lombardei zu entsenden. Allerdings sandten nur die Innerschweizer Kantone einige Kontingente, die dann ebenfalls bald wieder zurückgerufen wurden. Am 4. Oktober fiel Mailand deshalb in die Hände Frankreichs, nachdem sich die überlebenden Schweizer kampflos zurückgezogen hatten und Herzog Maximilian Sforza für eine Pension von 30'000 Dukaten abgedankt hatte. Am 7. November kam durch Vermittlung von Herzog Karl III. von Savoyen der Friede von Genf zwischen Frankreich und der Eidgenossenschaft zustande, der jedoch von Uri, Schwyz, Zürich, Basel und Schaffhausen abgelehnt wurde. Im März 1516 stellten diese Orte deshalb dem römisch-deutschen Kaiser Maximilian I. 15'000 Mann für seinen Feldzug nach Oberitalien zur Verfügung. Da die übrigen Orte am Vertrag von Genf festhielten und den Franzosen sogar 6000 Mann Verstärkung zukommen liessen, drohte erneut ein Bruderkrieg unter den Söldnern der verschiedenen eidgenössischen Orte. Da der Kaiser die vereinbarten Soldzahlungen jedoch nicht aufbringen konnte, blieb die Konfrontation aus.
Am 29. November 1516 unterzeichneten die Eidgenossenschaft und Frankreich schliesslich einen als «Ewige Richtung» bezeichneten Friedensvertrag, in der alle früheren Feindschaften aufgehoben wurden und für künftige Konflikte ein Schiedsgericht eingesetzt werden sollte. Kein Vertragspartner sollte die Feinde des anderen unterstützen, und die Eidgenossen durften ihre Eroberungen in Italien mit Ausnahme des Eschentals behalten. Als Kriegsentschädigung zahlte Franz I. weiter 700'000 Kronen an die dreizehn Orte der Eidgenossenschaft. Mailand ging wieder in den Besitz Frankreichs über, bis es 1521 nach der Schlacht bei Bicocca an die Habsburger kam. Ein weiteres Bündnis, das die Eidgenossenschaft (ausser Zürich) 1521 mit Frankreich schloss, gestattete diesem, gegen Gewährung von Jahrgeldern, Handelsfreiheiten und anderen Vorteilen bis zu 16'000 Mann eidgenössische Söldner anzuwerben. Damit stellten sich die Eidgenossen ganz in den Dienst des französischen Hofs und verzichteten auf eine selbständige Rolle in der europäischen Politik.
Die Schlacht war ein Wendepunkt in der Kriegsführung der Eidgenossen, da sie bewies, dass die Infanterie in Form der Söldnertruppen nicht mehr die allein kriegsentscheidende Waffe war. Die Eidgenossen verloren durch die «Ewige Richtung» mit Frankreich ihre Stellung als unabhängige Grossmacht. Eidgenössische Söldner kämpften jedoch weiter im Heer Frankreichs in Norditalien.
Schlachtteilnehmer war auch der Toggenburger und spätere Zürcher Reformator Huldrych Zwingli in seiner Eigenschaft als katholischer Priester von Glarus. Er gehörte dem Glarner Heerhaufen an. Bald danach begann er, gegen die «roten Hüetli» (= ‹rote Hütchen›) zu predigen, womit er insbesondere seinen früheren Freund Kardinal Matthäus Schiner meinte, in dem er nicht völlig zu Unrecht einen der Hauptkriegstreiber erblickte. Indirekt hat so die Schlacht von Marignano auch dazu beigetragen, die Reformation in Zürich in Gang zu bringen.
Nach Marignano betrieben die Eidgenossen keine weitere Expansionspolitik, nicht einmal eine gemeinsame Aussenpolitik. Sie waren wegen der konfessionellen Spaltung im Bündnis nicht mehr in der Lage, einheitliche Positionen zu entwickeln. Aber schon seit dem 15. Jahrhundert hatten unterschiedliche geografische Stossrichtungen die Verfolgung gemeinsamer aussenpolitischer Ziele stark erschwert.
Im 19. Jahrhundert wurde die Niederlage von Marignano als Beginn der schweizerischen Neutralitätspolitik interpretiert. Diese Sichtweise der Schlacht kommt auch in der Aufschrift Ex Clade Salus («Aus der Niederlage das Heil») auf dem Denkmal von 1965 zum Ausdruck.
Es war ein glorreicher Sieg für Franz I., der ihn ohne Einwände zu einem der mächtigsten Fürsten der damaligen Zeit machte und ihm das Herzogtum Mailand und  die Vorherrschaft Frankreichs in Norditalien sicherte.  Dies wurde im Vertrag von Noyon 1516 festgehalten, den der junge Herzog von Burgund Karl – der spätere Kaiser Karl V. – mit dem französischen König abschloss.

## Denkmäler und Gedenkstätten
- In Zivido wurde 1965 anlässlich des 450. Jahrestags der Schlacht im Auftrag eines schweizerischen Komitees ein Denkmal des Schwyzer Bildhauers Josef Bisa errichtet. Es trägt die damals von einem der Initianten des Denkmals, dem Zürcher Pfarrer Peter Vogelsanger, erstmals formulierte Aufschrift Ex Clade Salus («Aus der Niederlage das Heil»).
- Im Weiler Mezzano bei Melegnano steht das Ossario Santa Maria della Neve, in dem Gebeine von Gefallenen aufbewahrt werden.
- Der französische Renaissancekomponist Clément Janequin setzte die Schlacht bei Marignano und den Sieg Franz’ I. über die Eidgenossen in dem Chanson La guerre musikalisch um.
- Jean Daetwyler komponierte 1939 im Auftrage des Zentralwalliser Musikverbandes einen Militärmarsch, dem er den Namen «Marignan» gab.
- Zu Erinnerung an die Schlacht wurde in San Giuliano Milanese eine Strasse Via dei Giganti («Strasse der Riesen») benannt.[10]

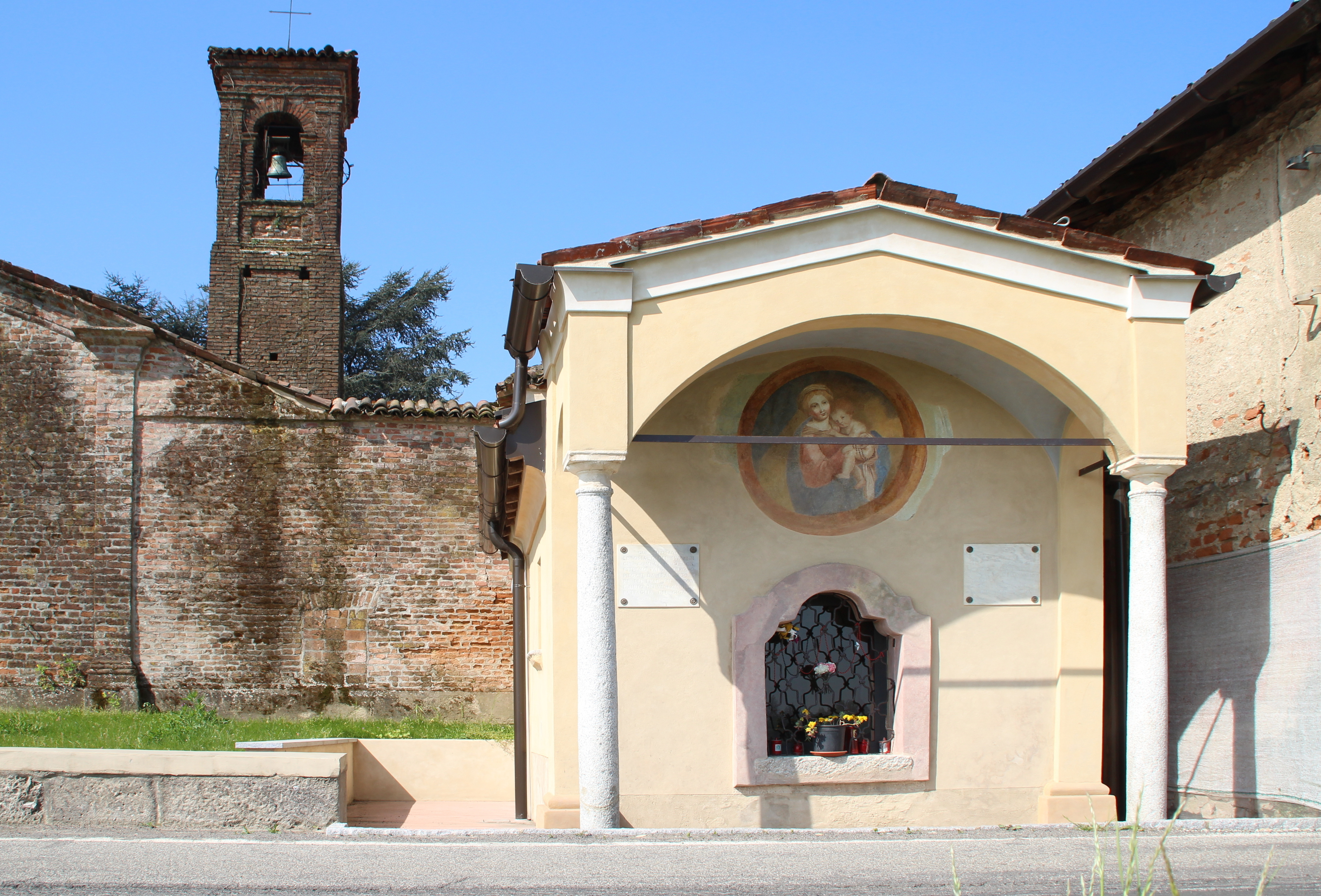
Ossarium in Mezzano
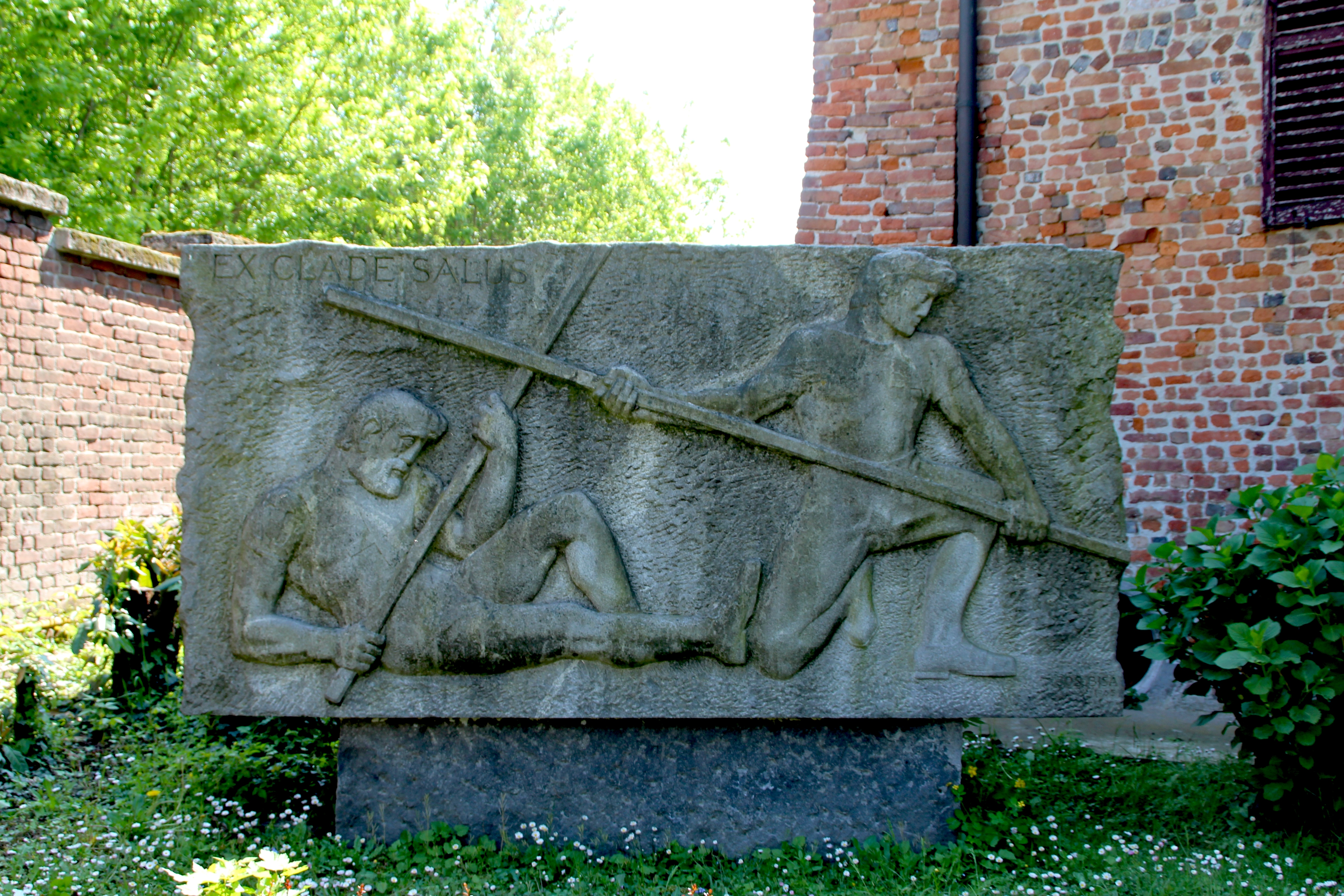
Gedenktafel in Zivido
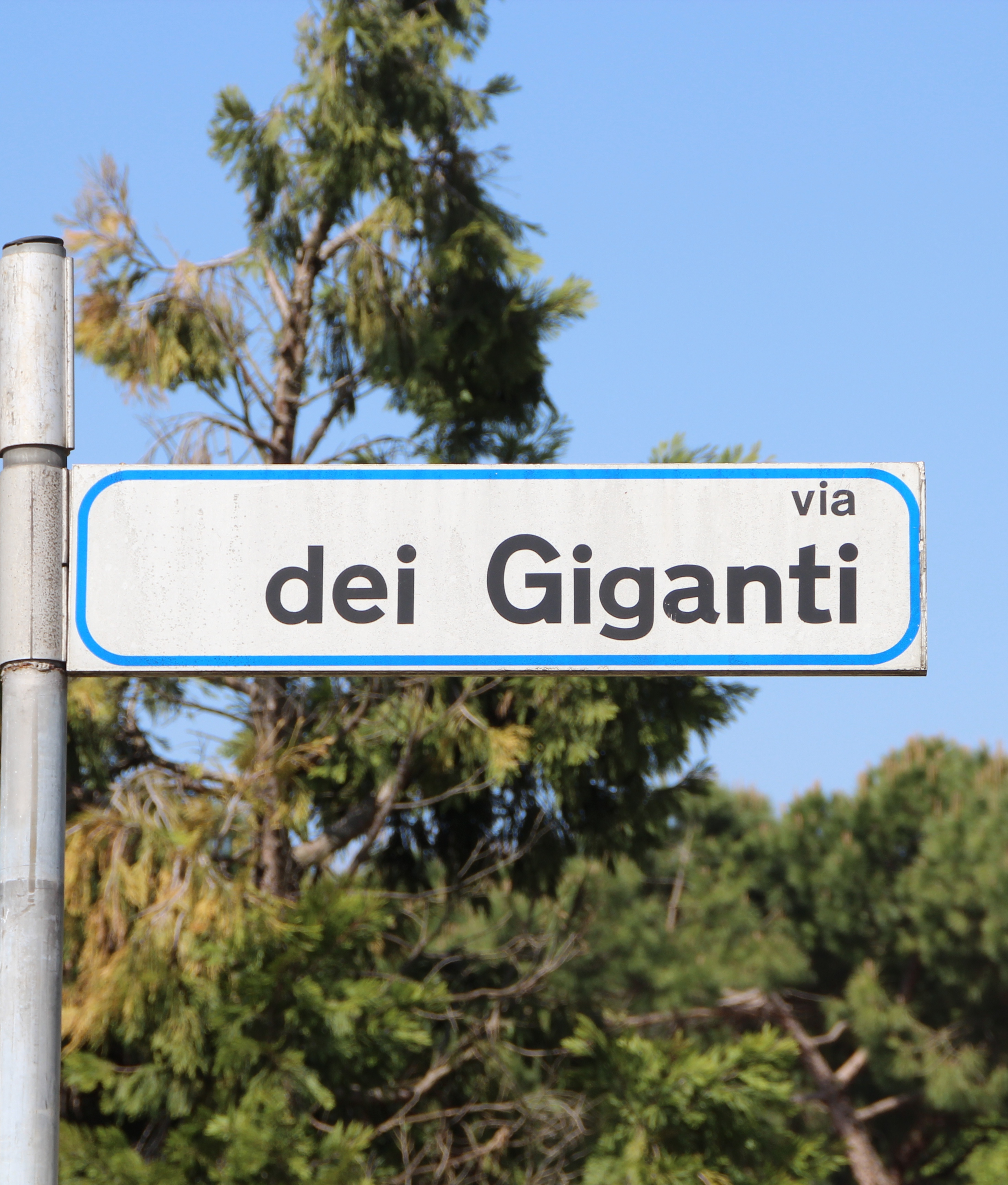
«Strasse der Riesen» beim Friedhof in San Giuliano Milanese